# Cosmosoma impar
Cosmosoma impar är en fjärilsart som beskrevs av Walker 1884. Cosmosoma impar ingår i släktet Cosmosoma och familjen björnspinnare. Inga underarter finns listade i Catalogue of Life.